# Salvador José da Costa
Salvador José da Costa (Elvas, 1863 - Lisboa, 1949) foi um ensaísta e dramaturgo português.

## Biografia
Nascido em Elvas, Salvador José da Costa foi conhecido como ensaísta e dramaturgo, além de dar aulas de hipismo nos quartéis do Exército da Guarda Nacional Republicana de Santarém, após graduação em capitão. Também sobre hipismo escreveu diversas obras, além de ser reconhecido conferencista.

## Obras
- Zara (teatro), 1901
- Os Cortes-Reaes (teatro), 1903
- Subsídios para a história da equitação e estudos sobre os serviços hippicos, 1905
- Ensaios literários, 1906
- Palestras hípicas (conferência), 1913
- Gomes Freire (conferência), 1916
- Dicionário hípico, 1923